# Кондаков, Иван Иванович
Кондако́в Ива́н Ива́нович (1875—1940, Москва) — русский и советский инженер-архитектор.

## Биография
Родился в 1875 году. В 1897 году окончил Институт гражданских инженеров императора Николая I, получив звание гражданского инженера. С 1903 по 1908 годы работал губернским архитектором в Томске. В 1910 году переехал в Москву. Сотрудничал с архитектором А. У. Зеленко, совместно с которым проектировал дома на углу улиц Петровки и Кузнецкий Мост, серию образцовых народных домов, а также здание французского консульства в Милютинском переулке (не осуществлены).
После Октябрьской революции работал в Центрсоюзе.
Жил на Верхней Прудовой улице, 10 (1914), на Малой Дмитровке, 8 (1926), а также в построенном им доме в посёлке «Сокол» на улицу Сурикова, 11/2 (1939).
Похоронен в колумбарии Новодевичьего кладбища.

## Проекты и постройки

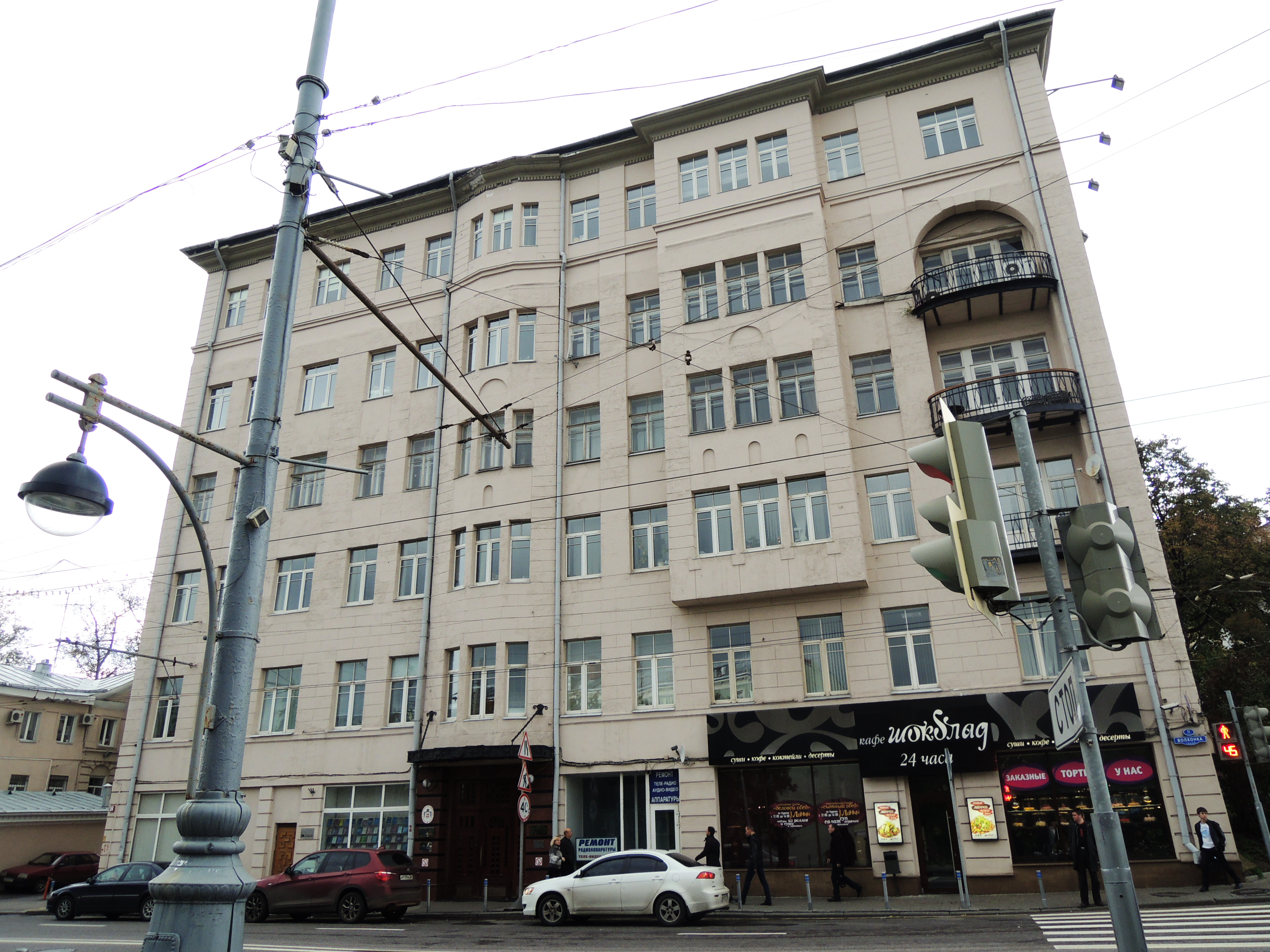
Доходный дом В. А. Михалкова на Волхонке

- Городской универсальный детский сад имени О. Н. Кельиной, совместно с архитектором А. У. Зеленко (1910—1911, Москва, Большая Пироговская улица, 15), полностью перестроен[1];
- Дом Товарищества Учительского института (1910—1912; Москва, Малая Ордынка, 31; совместно с архитектором А. У. Зеленко)[1], ныне в здании находится Театр Луны;
- Производственный корпус Товарищества шелковой мануфактуры Мусси (1911, Москва, Электрозаводская улица, 27), ценный градоформирующий объект[5];
- Доходный дом В. А. Михалкова (1911—1913, Москва, Волхонка, 6), надстроен в 1998 году[4][1]. Ценный градоформирующий объект[5];
- Проект торгового дома А. В. Михалкова, совместно с А. У. Заленко (1913—1914, Москва, Петровка), не осуществлён;
- Образцовые проекты Народных домов, совместно с А. У. Зеленко (1910-е, разные регионы);
- Мелкие постройки во владении Спасо-Влахернского монастыря (1922, Деденево);
- Холодильник Центросоюза на Центросоюзной улице, 21. (Москва, 1927) [6]
- Жилой дом (1924, Москва, посёлок «Сокол», улица Сурикова, 8/2), объект культурного наследия регионального значения[5];
- Жилой дом (1925, Москва, посёлок «Сокол», улица Сурикова, 11/2), объект культурного наследия регионального значения[5];
- Жилой дом (1928, Москва, посёлок «Сокол», улица Саврасова, 3), объект культурного наследия регионального значения[5];
- Жилой дом (1928, Москва, посёлок «Сокол», улица Саврасова, 5), объект культурного наследия регионального значения[5];
- Жилой дом (1928, Москва, посёлок «Сокол», улица Саврасова, 9), объект культурного наследия регионального значения[5];
- Жилой дом (1928, Москва, посёлок «Сокол», улица Саврасова, 11), объект культурного наследия регионального значения[5];
- Жилой дом (1928, Москва, посёлок «Сокол», улица Серова, 1/2), объект культурного наследия регионального значения[5]; снесён в 2011 году;
- Жилой дом (1928, Москва, посёлок «Сокол», улица Врубеля, 7/13), объект культурного наследия регионального значения[5];
- Жилой дом (1929, Москва, посёлок «Сокол», улица Поленова, 19), объект культурного наследия регионального значения[5];
- Жилой дом (1929, Москва, посёлок «Сокол», улица Верещагина, 16), объект культурного наследия регионального значения[5];
- Жилой дом (1929, Москва, посёлок «Сокол», улица Саврасова, 4), объект культурного наследия регионального значения[5];
- Жилой дом (1930, Москва, посёлок «Сокол», улица Шишкина, 4), объект культурного наследия регионального значения[5];
- Жилой дом (1930, Москва, посёлок «Сокол», улица Врубеля, 5/10), объект культурного наследия регионального значения[5];
- Жилой дом (1930, Москва, посёлок «Сокол», улица Врубеля, 11/22), объект культурного наследия регионального значения[5];
- Жилой дом (1931, Москва, посёлок «Сокол», Малый Песчаный переулок, 7), объект культурного наследия регионального значения[5];
- Жилой дом (1931, Москва, посёлок «Сокол», улица Поленова, 20), объект культурного наследия регионального значения[5];
- Жилой дом (1931, Москва, посёлок «Сокол», улица Саврасова, 7), объект культурного наследия регионального значения[5];
- Жилой дом (1931, Москва, посёлок «Сокол», улица Врубеля, 9), объект культурного наследия регионального значения[5].

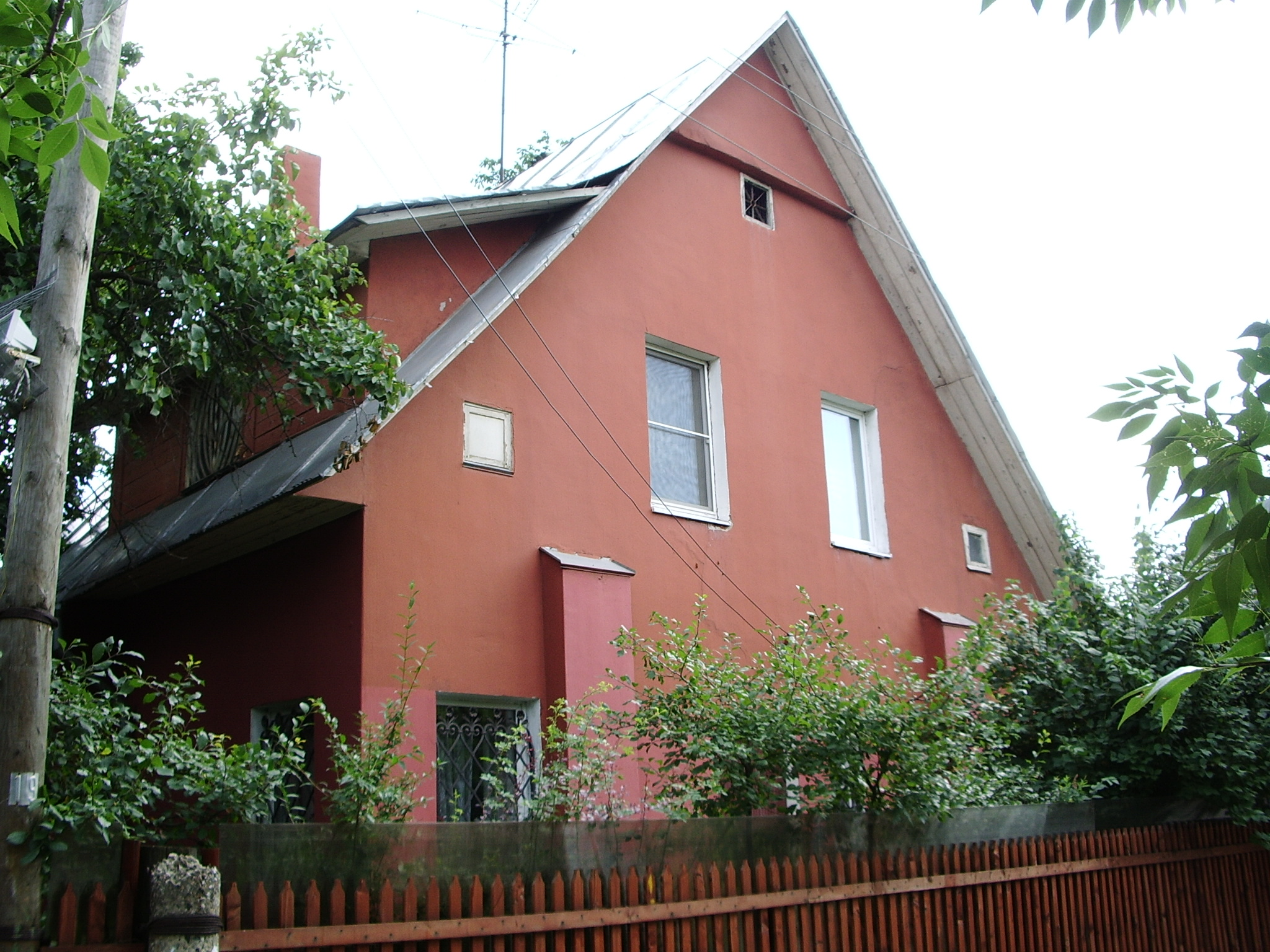
Посёлок «Сокол». Ул. Врубеля, д 7.
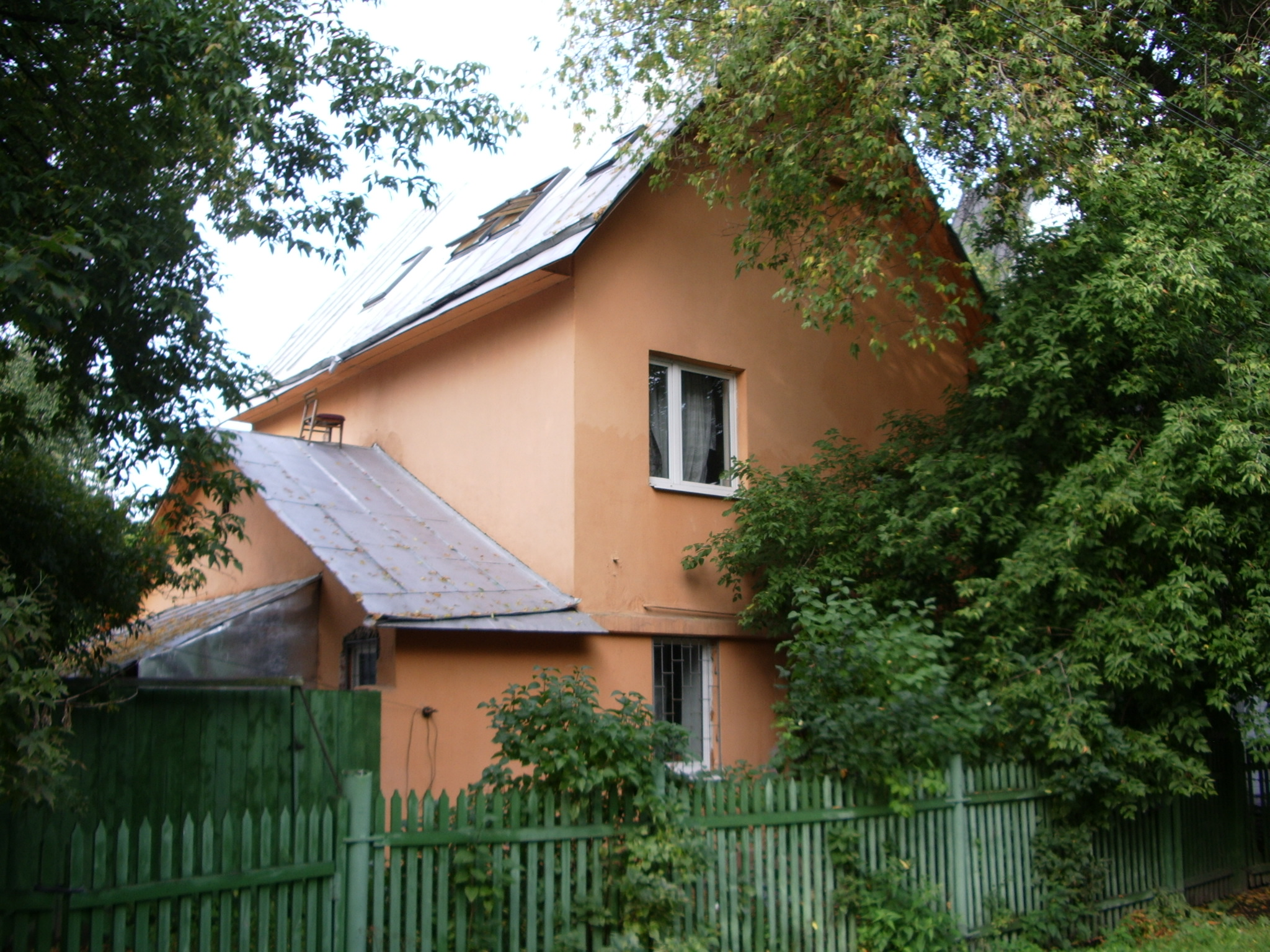
Посёлок «Сокол». Ул. Саврасова, д 5.